# 국도 제23호선 (일본)

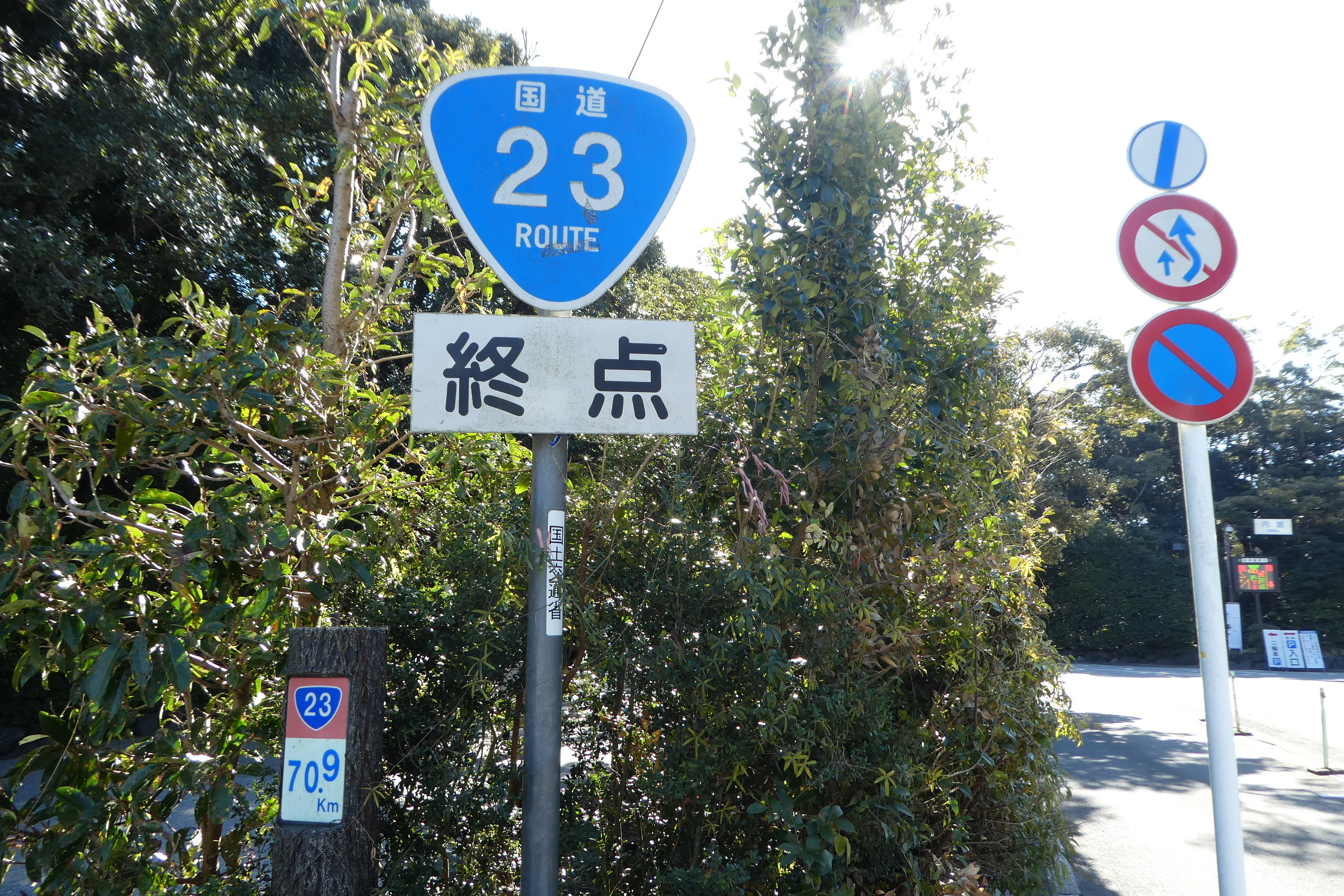
일본 23번 국도의 종점.

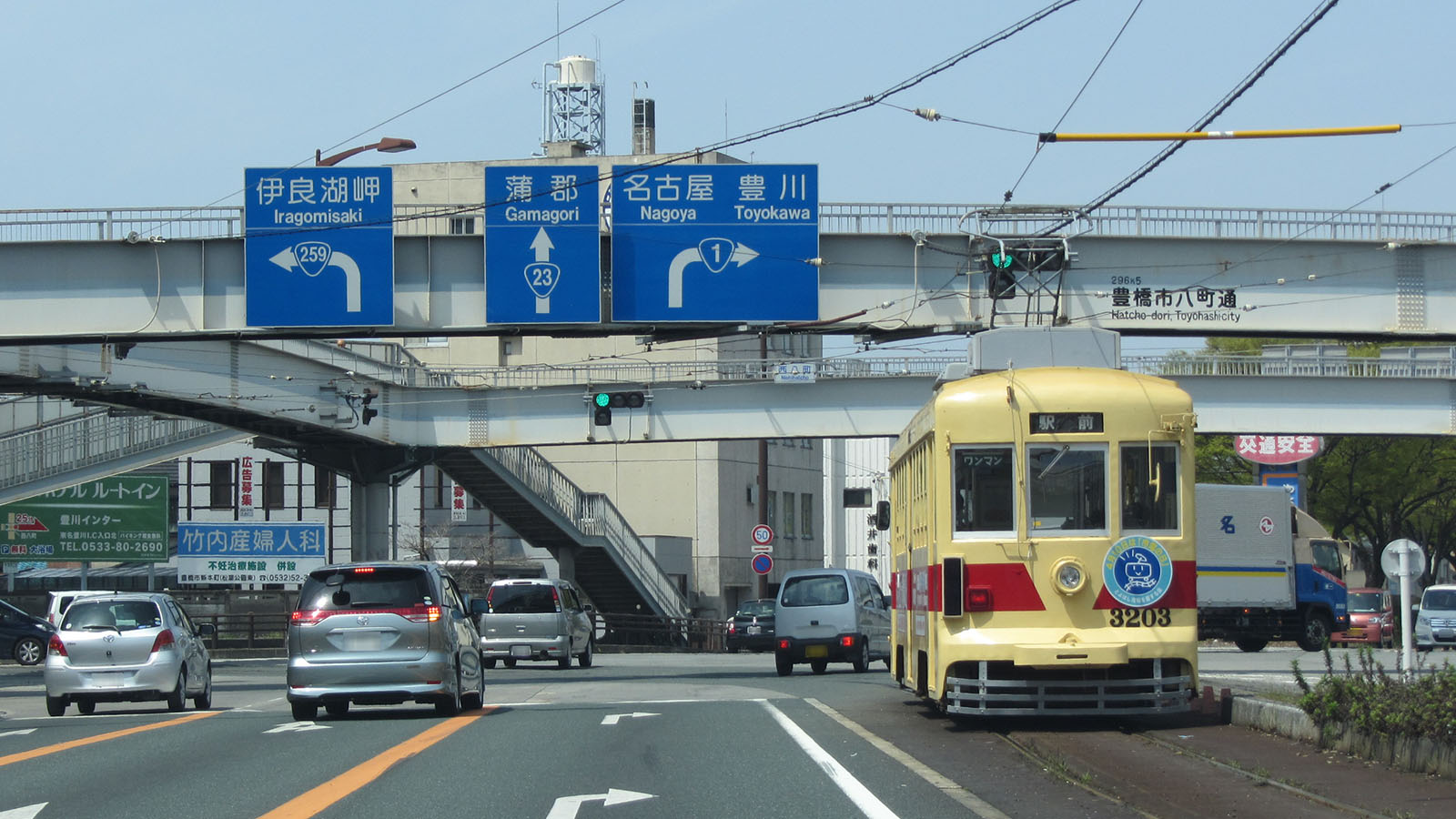
일본 23번 국도의 기점.

일본 23번 국도(일본어: 国道23号→국도 23호)는 일본 아이치현 도요하시시부터 미에현 이세시에 이르는 총 연장 241.6 km(현도는 213.7 km)의 일본의 일반 국도 노선이다.

## 주요 경유지
- 아이치현
  - 도요하시시 - 도요카와시 - 가마고리시 - 누카타군 고타정 - 니시오시 - 안조시 - 가리야시 - 지류시 - 가리야 시 - 도요아케시 - 오부 시 - 나고야시 미도리구 - 오부 시 - 나고야 시 (미도리 구 - 미나미구 - 미나토구) - 아마군 도비시마촌 - 야토미시

- 미에현
  - 구와나군 기소사키정 - 구와나시 - 미에군 가와고에정 - 욧카이치시 - 스즈카시 - 쓰시 - 마쓰사카시 - 다키군 메이와 정 - 이세시